# الكعز (جبلة)

تعديل مصدري - تعديل

الكعز هي إحدى قرى عزلة الثوابي بمديرية جبلة التابعة لمحافظة إب، بلغ تعداد سكانها 488 نسمة حسب تعداد اليمن لعام 2004.